# Lukas Rath
Lukas Rath (Oberwart, 18 gennaio 1992) è un calciatore austriaco, difensore del Parndorf.

## Caratteristiche tecniche
È un difensore centrale o jolly.

## Carriera

### Club
Ha esordito nel 2008 con il Mattersburg.

### Nazionale
Nel 2011 viene convocato nell'Under-20 per prendere parte al campionato mondiale di calcio Under-20.

## Palmarès

### Club

#### Competizioni nazionali
- Campione di Erste Liga: 1

Mattersburg: 2002-2003